# De tre musketörerna (film, 1973)
De tre musketörerna (engelska: The Three Musketeers) är en brittisk-amerikansk äventyrsfilm från 1973 i regi av Richard Lester. Filmen är baserad på De tre musketörerna av Alexandre Dumas den äldre från 1844. Filmen följer noga romanen, men injicerar även en hel del humor. I huvudrollerna ses Michael York, Oliver Reed, Frank Finlay, Richard Chamberlain, Raquel Welch, Christopher Lee, Geraldine Chaplin och Faye Dunaway. Filmen fick 1974 uppföljaren De fyra musketörerna, där hela ensemblen repriserar sina roller. Fäktnings- och slagsmålsscenerna koreograferades av den framstående fäktaren William Hobbs.

## Rollista (i urval)
| Michael York        | – d'Artagnan             |
| Oliver Reed         | – Athos                  |
| Frank Finlay        | – Porthos / O'Reilly     |
| Richard Chamberlain | – Aramis                 |
| Jean-Pierre Cassel  | – Ludvig XIII            |
| Geraldine Chaplin   | – Anna av Österrike      |
| Charlton Heston     | – Kardinal Richelieu     |
| Faye Dunaway        | – Lady de Winter         |
| Christopher Lee     | – Greve De Rochefort     |
| Simon Ward          | – Hertigen av Buckingham |
| Raquel Welch        | – Constance Bonacieux    |
| Spike Milligan      | – M. Bonacieux           |
| Roy Kinnear         | – Planchet               |
| Nicole Calfan       | – Kitty                  |